# Anthus correndera
Anthus correndera là một loài chim trong họ Motacillidae.

## Hình ảnh

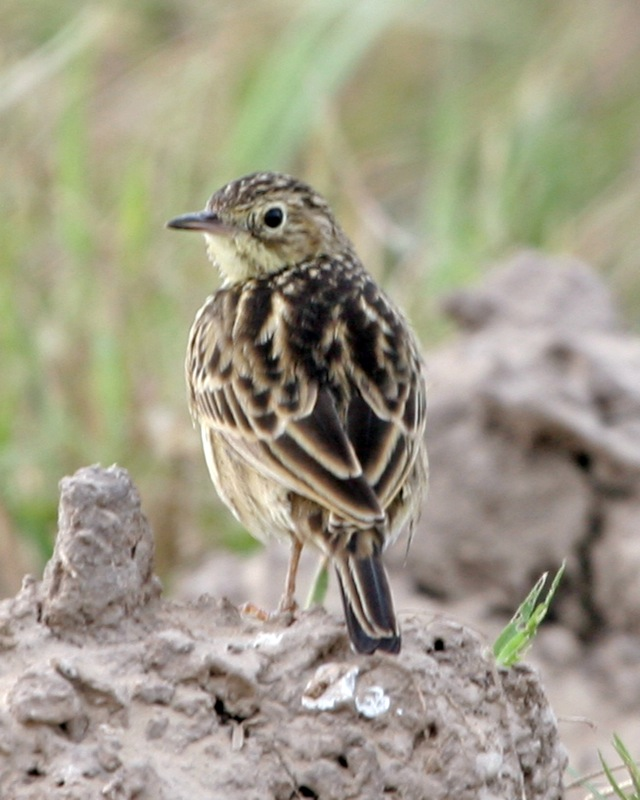
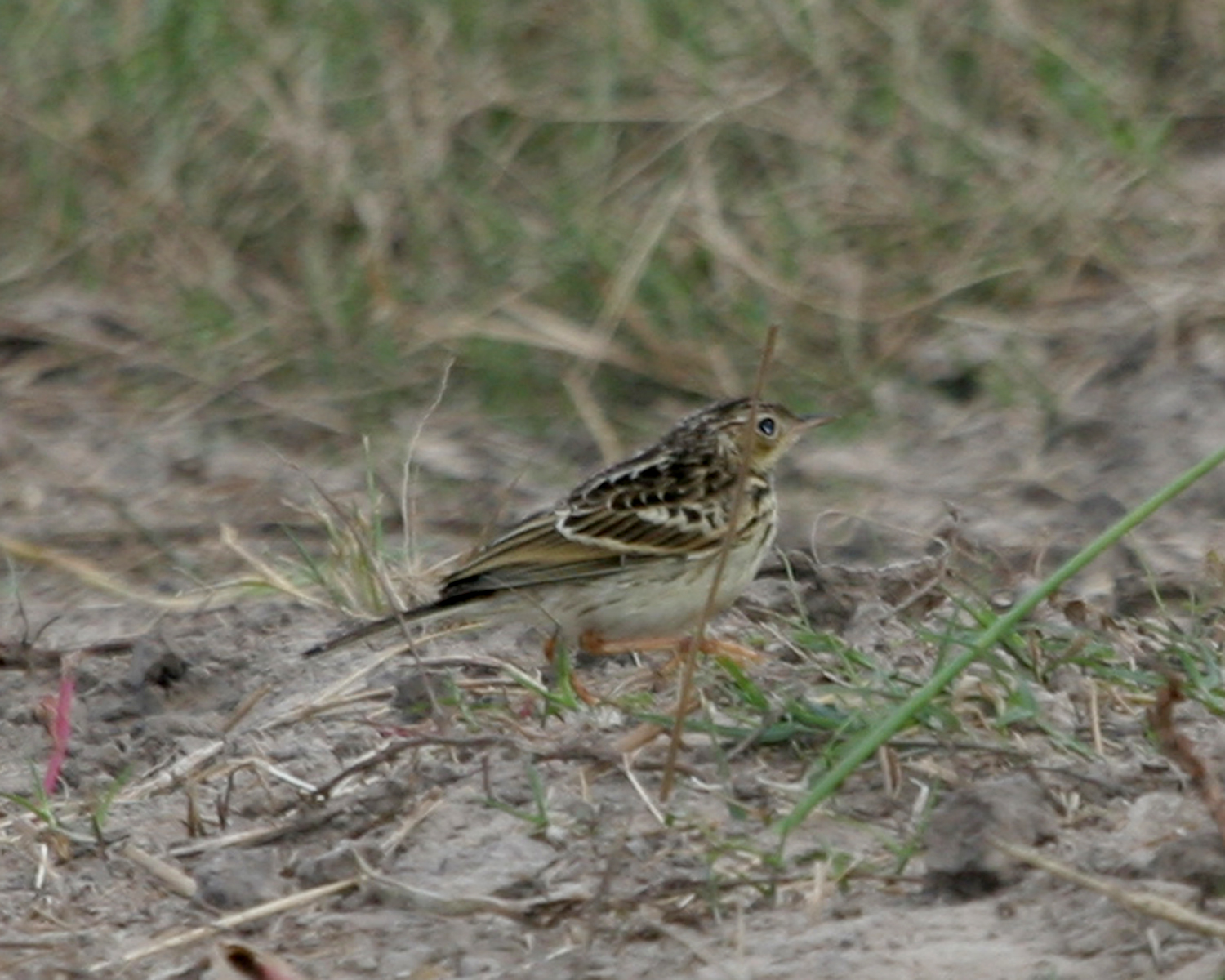